# Angola (Delaware)
Angola, é uma comunidade não incorporada do condado de Sussex, estado de Delaware, Estados Unidos. Angola fica localizada numa enseada da Baía de Rehoboth e fica próxima da Delaware Route 24.

Ninó Castelo

## História
Angola ficou com este nome, devido aos escravos oriundos de Angola que foram importados para a comunidade.A comunidade teve uma estação de correios até 1937.